# Версаль (округ)
Версаль (фр. Versailles) — округ (фр. Arrondissement) во Франции, один из округов в регионе Иль-де-Франс (регион). Департамент округа — Ивелин. Супрефектура — Версаль.
Население округа на 2006 год составляло 356 980 человек. Плотность населения составляет 2164 чел./км². Площадь округа составляет всего 165 км².